# دولار (مسلسل تلفزيوني)
دولار هو مسلسل تليفزيوني لبناني على الإنترنت باللغة العربية بطولة أمل بوشوشة وعادل كرم. يدور المسلسل حول طارق، الذي تم منحه الفرصة للتوصل إلى فكرة مليون دولار لإطلاق بنك جديد. تم إصداره في 8 أغسطس 2019 على نتفليكس.

## الممثلون
- عادل كرم
- أمل بوشوشة
- صفاء سلطان

## الإطلاق
تم إصدار مسلسل دولار في 8 أغسطس 2019 على نتفليكس.

## روابط خارجية
- دولار (مسلسل تلفزيوني) على موقع IMDb (الإنجليزية)
- دولار (مسلسل تلفزيوني) على موقع روتن توميتوز (الإنجليزية)
- دولار (مسلسل تلفزيوني) على موقع نتفليكس (الإنجليزية)
- دولار (مسلسل تلفزيوني) على موقع قاعدة بيانات الأفلام العربية
- دولار (مسلسل تلفزيوني) على موقع فيلمافينيتي (الإسبانية)
- دولار (مسلسل تلفزيوني) على موقع كينوبويسك (الروسية)
- دولار (مسلسل تلفزيوني) على موقع ألو سيني (الفرنسية)
- دولار (مسلسل تلفزيوني) على موقع قاعدة بيانات الفيلم (الإنجليزية)